# Diego Gómez Manrique de Lara y Castilla
Diego Gómez Manrique de Lara y Castilla (¿?, 1409-Amusco, Palencia, 19 de octubre de 1458), I conde de Treviño, IX señor de Amusco y adelantado mayor de León.

## Biografía
Hijo de Pedro Manrique de Lara y Mendoza y Leonor de Castilla, en 1427 contrajo matrimonio con María de Sandoval y en 1434 ingresó a la Corte de Juan II. Al año siguiente, en 1435, se enfrentó a Íñigo López de Mendoza por la herencia de su tía, la duquesa de Arjona. 
Sus primeras desavanencias con la monarquía surgieron en 1437 cuando, a instancias del válido Álvaro de Luna, Juan II ordenó arrestar a su padre. Fue entonces cuando Diego Manrique puso en alerta a sus fortalezas y comenzó una rebelión contra el rey castellano.
En 1440 heredó el cargo de adelantado mayor de León y en 1442 zanjó el asunto de la herencia de su tía mediante un acuerdo amistoso con Íñigo López de Mendoza. Por el mismo, Diego recibió 200 000 maravedíes, la villa de Villoldo y el lugar de Río Perreros, todo eso a cambio de renunciar a ciertas casas en Guadalajara, a la villa de Tendilla y al heredamiento de Ledanza. Este intercambio fue sancionado formalmente por él mediante mediante una escritura dada en Navarrete el 4 de marzo.
Por esos años, su persona cobró un gran protagonismo en la vida política del reino. Integró el bando nobiliario desafecto al de Luna y afín a los infantes de Aragón, a cuyos partidarios acogió en La Rioja tras la batalla de Olmedo de 1445. Ese mismo año, incluso, tomó parte abierta en la lucha apoderándose de fortaleza de Autol, propiedad de la ciudad de Calahorra.
En 1446 negoció, junto con otros nobles castellanos, la entrada al reino de las tropas de Alfonso V de Aragón; y en 1448 facilitó la fuga del almirante de Castilla y del conde de Castro, personajes a quienes la monarquía había mandado arrestar. Esta franca hostilidad hacia Juan II llevó a que el ejército real atacara sus señoríos riojanos y asediase Navarrete en 1448, obligando así a que Diego se sometiese a su autoridad.
Aparentemente recompuesta la relación, en 1452 Juan II le concedió el título de conde de Treviño, pero al año siguiente lo arrestó, confinandolo en Segovia, y le secuestró sus bienes.
Juan II murió en 1454 y ni bien asumido Enrique IV de Castilla, el conde fue puesto en libertad y sus posesiones devueltas. Acudió a la Corte para hacer el juramento de lealtad al nuevo rey y en 1455 lo acompañó a una campaña militar en Granada.
En marzo de 1458 —tras comprarlo a Pedro Ruiz Sarmiento, señor de Salinas y repostero mayor del rey—, Diego dispensó a sus vasallos de Treviño del pago de un tributo en cereal conocido como «de los moyos de pan y cerraduras». Concretamente, transformó la entrega de 1400 fanegas de pan en una contribución en metálico de 30 000 maravedíes, que sería recaudado mediante censo perpetuo. Esto suponía una sensible rebaja del valor original, tasado en 460 000 maravedíes.
Por entonces enfermó gravemente en Amusco y murió el 19 de octubre del mismo año.

## Matrimonio y descendencia
Casó en 1427 con María de Sandoval y tuvo cinco hijos:
1. Pedro, que le sucedió en el título condal y recibió como mayorazgo, además de todo la herencia paterna, 100 000  maravedíes  de juro y la villa de Ponferrada (heredada de la duquesa de Arjona).
2. Diego, que recibió el oficio de notario  mayor de León, 20 lanzas del rey, las tenencias de Davalillo y Vellivio, y aquellos bienes que su esposa considerase aparte del mayorazgo.
3. Leonor.
4. Juana, que fue la segunda esposa de Íñigo Vélez de Guevara y Ayala, I conde de Oñate.[3]
5. Beatriz.

Redactó su testamento el 13 de octubre de 1458, dejando la tutoría de los descendientes (menores de edad) a su esposa María y estableciendo el reparto de sus bienes entre ellos, como ya se ha expuesto arriba.